# علاقات جنوب إفريقيا الخارجية خلال الفصل العنصري
تدرس العلاقات الخارجية لجنوب أفريقيا خلال الفصل العنصري باعتبارها علاقات خارجية لجنوب أفريقيا بين عام 1948 وأوائل التسعينيات. فقد أدخلت جنوب أفريقيا نظام الفصل العنصري في عام 1948، باعتباره امتدادا منتظما للتمييز العنصري القائم من قبل في البلد. في البداية، قام النظام بتنفيذ سياسة خارجية هجومية محاولا تعزيز هيمنة جنوب أفريقيا على الجنوب الأفريقي. ومن الواضح أن هذه المحاولات باءت بالفشل بحلول أواخر السبعينيات. ونتيجة لعنصريتها وتدخلها الأجنبي في أنغولا واحتلال ناميبيا، أصبحت البلاد معزولة على نحو متزايد على الصعيد الدولي.